# HIMARS
Les unitats HIMARS, sigles de High Mobility Artillery Rocket System ('Sistema de coets d'artilleria d'alta mobilitat'), són un sistema de llançamíssils múltiple lleuger muntat en un camió militar. Van ser desenvolupades als Estats Units.
Una unitat HIMARS carrega sis coets o un míssil ATACMS a la nova Família de míssils tàctics mitjans de l'Exèrcit dels Estats Units. Es munta en sobre vehicles de cinc tones, i pot llançar la línia completa de municions del MLRS (Multiple Launch Rocket System). Els HIMARS tenen parts intercanviables amb els MLRS M270A1, però carreguen només la meitat del nombre de míssils que aquests.
El vehicle és desenganxable des d'un C-130, i és un producte de BAE Systems Mobility & Protection Systems (anteriorment Armors Holdings Aerospace i Defense Group Tactical Vehicle Systems Division), el fabricant original OEM del FMTV. El sistema de coets és fabricat per Lockheed Martin.
Cost per míssil 100.000 dòlars a EUA, i 110.000 al Regne Unit el 2014 (aproximadament el doble que la munició Excalibur i 1/5 del naval strike missile o el Tomahawk). Munició amb abast efectiu de 2 a 300 km, ogiva de 120 kg, guiatge per GPS.

## Història operacional

### Invasió russa d'Ucraïna
El 25 de juny de 2022, Ucraïna va començar a desplegar el sistema contra les forces russes durant la invasió russa d'Ucraïna de 2022. Segons l'Estat Major d'Ucraïna, Valeri Zalujni: «Els artillers de les Forces Armades d'Ucraïna van aconseguir hàbilment certs objectius militars de l'enemic al nostre territori ucraïnès». L'exèrcit ucraïnès va afirmar que durant aquest atac van morir més de quaranta soldats, inclòs el coronel Andrei Vasilyev. L'atac va passar en una base russa a Izyum.
L'1 de juliol, un funcionari de defensa dels EUA va dir als periodistes que Ucraïna ha estat utilitzant el sistema per destruir els llocs de comandament russos: «El que veuen és que els ucraïnesos en realitat estan seleccionant objectius sistemàticament i després copejant-los amb precisió, proporcionant així aquest mètode precís de destrucció, degradant la capacitat russa».

## Ús

Usuaris de l'HIMARS en blau.

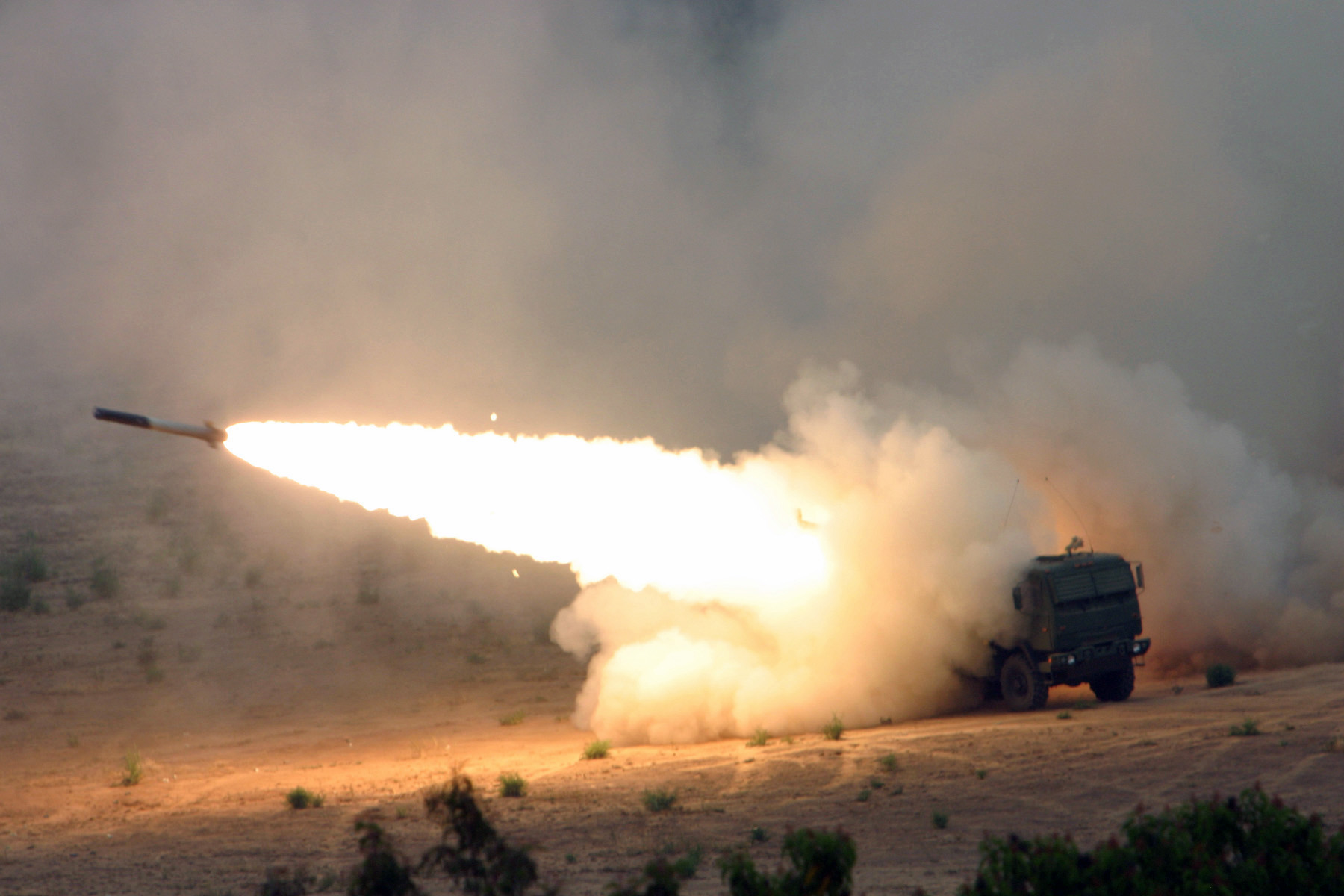
Un míssil MFOR llançat des d'un HIMARS.

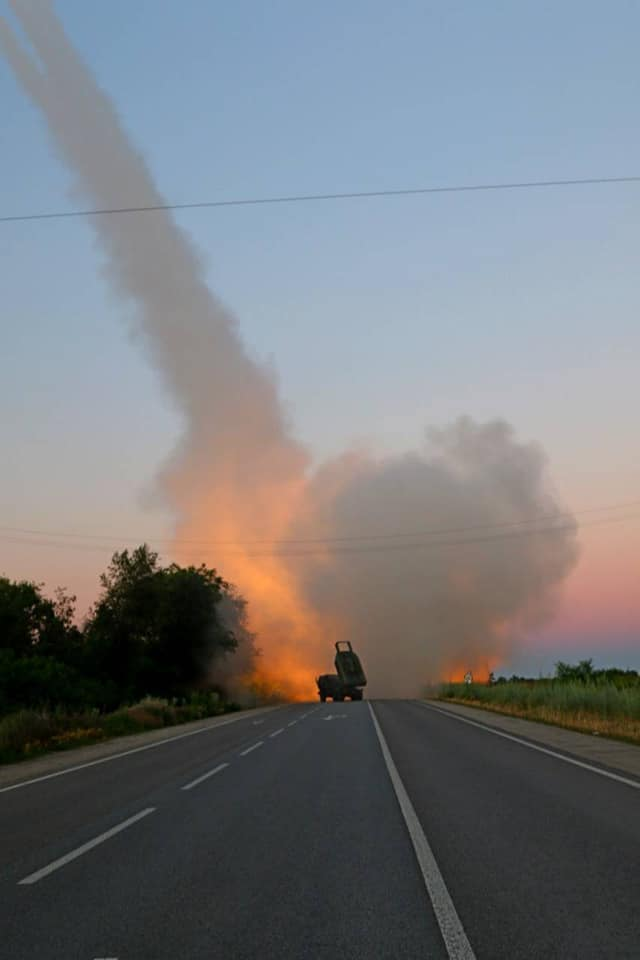
HIMARS ucraïnès a l'oblast de Zaporizhya, principis de juny de 2022.

### Ús actual
Ucraïna
- El juny de 2022 es va informar que l'exèrcit d'Ucraïna utilitzarà aquest sistema en defensa contra la invasió russa.[5]

 Estats Units
- El 2002, el Cos de Marines dels Estats Units va acordar amb l'Exèrcit dels Estats Units adquirir 40 sistemes. La presentació va començar el 2005. Al juliol de 2007, els Marines del 2º Batalló Fox Battery 14th Marines van ser desplegats a la província Al-Anbar d'Iraq. Aquesta va ser la primera unitat de Marines a fer servir l'HIMARS en combat.

 Romania
- El 2021-2022, en va comprar 54 per 1500 milions.[6]

 Singapur
- El setembre de 2007, Singapur es va interessar a adquirir el sistema HIMARS per al seu exèrcit. El paquet va incloure 18 llançadores HIMARS, 9 camions FMTV 5-Ton i HE GMLRS XM31 xassís de muntatge, més els serveis de suport i equipament de comunicacions. El paquet proposat aquí és notable per no incloure el M-26 o altres unitats de MLRS. Si la transacció es realitza en aquesta forma, es podria convertir en l'únic paquet creat entre molts compost per només el sistema MLRS únic en el seu gènere.[7]

 Emirats Àrabs Units
- La Unió dels Emirats Àrabs en va comprar 12.

 Jordània
- Jordània va comprar 12 sistemes.

### Potencials o futurs
Canadà
El Departament Nacional de Defensa considera comprar HIMARS.
 Qatar
El desembre del 2012, Qatar va notificar als Estats Units el desig d'adquirir 7 sistemes HIMARS M142. La compra costaria aproximadament 406 milions de dòlars.
 Espanya
Es pretén substituir els Teruel pel sistema SILAM (Sistema Llançador d'Alta Mobilitat), a desenvolupar per la indústria espanyola sobre la base tecnològica del nord-americà HIMARS. Tot i això, finalment els Teruel han estat donats de baixa sense que aquesta adquisició s'hagi produït encara.
 Marroc
- El Marroc va comprar 36 llançadors en 6 bateries per 250 milions al costat d'un lot de míssils MGM-140 ATACMS.[13]

 Polònia
Mitjançant el programa Homar.
 Filipines
Es planteja adquirir diversos sistemes.